# 人马小姐不迷茫
《半獸人的煩惱》（セントールの悩み，直譯「人馬的煩惱」）為村山慶所創作的日本漫畫，曾獲得第八屆龙神奖第二名（銀龍賞），在德間書店的《月刊COMIC龍》2011年2月號開始連載。臺灣由東立出版社代理中文版本發行。
全12集電視動畫於2017年7月至9月播放。

## 故事簡介
故事主要讲述一个基于非现实人类形态的人类世界，一群女高中生们的日常生活故事。作者也通过故事的世界观描述、角色日常话语间提及的事件、穿插的游离于主角群的事件或故事，借此对现实社会的反乌托邦式的讽刺。
君原姬乃是個住在彼方市裡的人馬高中女生，她和好朋友希、羌子，還有許多同學們，一起度過普通的高中生活。作品描述在這樣一個奇妙世界裡的學園生活，包括了女生之間的悄悄話、話劇表演、戀愛話題、對未來的憧憬……等日常。

## 登场角色

### 主要角色
君原姬乃（聲：深川芹亞）
本作女主角。人馬，高一生，其他人均叫她为「姬」。留有長密卷髮的胸部豐滿美人。性格和善但又有少許天然的性格，不太有自己的主見。家族为武士家族所以需要并熟悉流鏑馬。由于受過去所看的電影影響，不善于與南極人交往。被自己父親和爺爺所寵爱。
父系家族在祖地是曾经的贵族，而母系家族流传其祖先是一名公主，被欧洲南蛮虏获后，被其兄长救回后，所生后代均为红发。
獄樂希（聲：桑原由氣）
姬乃的同班同学，龙人。家里为道馆。性格比较偏男子气，再加上贫乳，被其他朋友讥讽像小正太。不善于学习。
名乐羌子（聲：白石晴香）
姬乃的同班同学，角人，长有一对弯角。聪明但不善于运动的女生，十分喜欢哥哥。父亲是作家，负责父亲的创作秘书工作。
御魂真奈美（聲：鎌倉有那）
姬乃的班長和學校的學生會長，翼人，家為神社。性格十分嚴肅認真。由於母親早逝，父親需要經常外出工作，所以需要姐代母職照顧其妹妹們，十分疼愛最小的妹妹末摘，又對三胞胎妹妹的調皮十分頭疼，對家事的重視是因為其外公病逝前曾將其誤認為其母親並叮囑其要照顧家人。
羽蛇神·萨丝萨丝索（聲：綾瀨有）
南极人，从南极转学而来的女高中生，通称为「小苏」。性格十分沉稳有礼貌，对人会保持敬语的口吻。

### 同学
朱池美津代（聲：宮島惠美）
姬乃的同班同学，角人，犬养的女朋友。爱好Cosplay和帮人换装，暗中有在外面的女仆咖啡厅打工。
家族规模庞大，作品中有一个以其姓氏命名的公交车站。被身为家主的父亲预定为下一任接班人，曾被家族内反对势力偷袭，但被南极人及日本当地警察保镖阻止。
犬养未散（聲：黑木穗乃香）
姬乃的同班同学，角人，朱池的女朋友。曾经被朱池偷吻。也偷偷把朱池打工的消息告诉希。
小守真（聲：大泊貴揮）
姬乃的同班同學，龙人。暗戀姬乃，曾經想藉班裡舞台劇偷吻姬乃但因為賄賂班上的同學而被識破。
猫见丰（聲：矢野智也）
姬乃的同班同学，长耳人，体型十分庞大。
藤本公作（聲：三轮隆博）
姬乃的同班同学，角人。在萨丝萨丝索转学入来时曾经提问南极人的对外关系。
御牧真（配音：今野優月）
短发的长耳人少女，小学时和真奈美同级。小学时曾经帮助过真奈美对抗欺凌，虽然真奈美之后说不太记得。平时关系不差，曾经和真奈美一起参观过美术馆。
狱乐章（配音：河瀨茉希）
希的表妹，龙人和牧神人的混种，和希十分相像，但带着眼镜。个性沉默，可能讨厌麻烦。喜欢读书。运动能力一般。
鸦羽天音
龙人与角人混血女生，巨乳，姬乃升高二后新入学的后辈，仰慕真奈美，之后有加入学生会。女同性恋者。看人眼光锐利独到，但也因此在同级女生间声望不好。有个叫鸦羽福音的长耳人姐姐。

### 其他角色
御魂千草、御魂千奈美、御魂千穗（聲：種崎敦美）
真奈美的三胞胎妹妹，通称为“三连星”或“小千们”，为长耳人形态，初期都在上幼儿园，后期升上小学。行动经常一致，十分有活力和调皮，让真奈美经常治理教导，但由于真奈美同时代行母职，需要也让她们照顾更小的妹妹。
御魂末摘（聲：神梛梅）
真奈美最小的妹妹，同時具有長耳人和翼人的形態，已經能說話的年齡，身體虛弱，經常而由姐姐們照顧，在暗中又得到寄住在神社家的妖怪座敷童子的照顧。
紫乃（聲：桐生朱音）
姬乃的表妹，人马。初登场时上幼稚园，之后升上小学。十分依恋姬乃。
碧子
姬乃的姑姑，紫乃的母亲。
美浦（聲：今村彩夏）
鱼人，姬乃等人在人魚学校「国立第十四水人高等学校」参加联合学习时的班长，对班里有较高的威严。
若牧绫香（配音：Lynn）
人马，视姬乃为竞争对手。性格认真，但做事又不及姬乃完美。升上姬乃的高中后，担任学校的学生会长和弓箭部部长。家族是显赫贵族，有两个哥哥，但哥哥一个入狱另一个自甘堕落，被爷爷预定为继承人而倍加厚望。平时书包也备着手枪。

## 术语与世界观
本作大部分世界觀和歷史與現實相仿，差異的是在生物进化历程在魚類階段出現多於一對腹鰭，之後進化出四肢兩棲類和多出一對中肢的六肢兩棲類登上陸地，之後六肢兩棲類由於能更好地承受軀幹重量而得以保留，反之四肢兩棲類滅絕，之後進化出不同現實的鳥類、爬行類、和哺乳類動物，之後這些也分別出現相應的類人物種，而其中肢分別演化為各種肢體，包括腳，翼等，也有部分物種中肢退化掉，如虎類。
各種類人一般不混種，但不是不能混種，如人馬與其他類人種混種會發育不良，但存在翼人和長耳人的混種（如真奈美的父母分別為翼人和長耳人，本身形態為翼人，其三胞胎妹妹為長耳人形態，但最小的妹妹為翼人和長耳人的混合形態）。在作品世界中的日本地區，由於實行種族平等製度，政府不能反對混種生育，並且要為混種生長畸形的提供社會養育義務。
人马
也就是對希臘神話的人馬的類人，上半身為現實人類的上半身體，其前肢則是人的手；下半身為現實馬類的全身，中肢和後肢為馬的四肢。暫時沒表現出人類的耳朵形態，相反而表現出馬耳的耳朵形態。 在作品世界的日本地區，人馬是作為武士階層的正常人存在；但在作品世界的歐洲地區，人馬被翼人作為奴隸和騎行的畜生所奴役，直到作為長耳人的法國人拿破崙通過法國大革命解放了全法國奴隸人馬並徵集作為士兵攻占其他奴役人馬的歐洲國家，掀起了整個歐洲人馬革命和翼人貴族釋放或解放的事件。
人虎型
和人马相仿的类人分支，下半身为虎类的全身，在作品世界的故事时间点的一万年前已经灭绝。但南极人也暗中在南极基地保留一部分。
翼人、龙人
中肢演化为背部翼的类人，翼人的翼为羽毛翼，头上的头发还竖起类似环的结构，形态和现实的天使相仿。龙人的翼为类似西方龙的薄膜翼，长有类似西方龙的箭型尾，耳朵为尖耳朵，形态和现实常见的恶魔相仿。在作品世界设定中，翼人的双翼是为了保暖而演化，也暂时没表明两种人种的双翼有飞行能力。
長耳人/角人/牧神人
中肢完全退化，只保留痕迹。长耳人为长于头顶的耳朵和尾巴，角人则为头有角，牧神人则同时长有角和头顶耳，并且腿为蹄型。
人鱼
中指和下肢均演化为适应水中生活的形态，对应与现实的人鱼形态相似，中指仍为鱼鳍状，下肢到膝盖以下缠绕成鱼尾般的形态，在年幼时仍没有潜水能力而也会在水中淹死，较多女性个体并且都基本大眼丰胸。他们会称呼陆地上的人为山人。人鱼所居住的地方有士兵保护，并且有禁止往居住区投放垃圾否则就地击杀的警告。
凯远古猿属
另一种具有适应水中生活能力的类人种，在作品世界中，长得类似鲸鱼的完全水生动物，但由于物种竞争而已经灭绝。
南極人
聚居在南極的人類物種，身軀為蛇形，為恆溫動物，進化係被認為是接近鳥類。種群社會結構與蟻群相似。曾經授予阿茲特克科學知識而被當地文化所崇拜。
普通人會暗中他們稱為「蛇人」，但這個名稱為蔑稱而有違種族平等政策。
南极人的科技似乎被其他大陆的人种更为发达，有应对外星人入侵的能力，甚至暗中干涉其他大陆的政治生态。
南極
地理位置為現實的南极，但生態與現實不同，是充滿火山和溫泉。南極人的聚居地，南極人利用地熱能提供能量而發展出自身的文明體系，但南極外界的人種對南極文明了解甚少，甚至認為南極為冰封地區，也對南極文明經常施加政治壓力。
种族平等
由於在作品世界中的日本地區已經實現了種族平等的法律體系，任何對類人種族的侮辱性行為都會被懲罰，如騎乘人馬、故意除掉自身的人種特徵標識（如剪掉翼人的發環等）、或者以蔑稱稱呼其他人種。嚴重者會被關入思想矯正所進行懲罰教育。人們也對可能的侮辱其他人種的行為十分避忌。通過法律，所有公共設施都被要求適應各人種的生理需求（如為人馬提供空間更大的衛生間等），但仍有一些舊式私人設施沒能實現對人馬的完全適應。 在作品世界的歐洲地區，翼人是處於貴族地位，而人馬則被奴役，直到拿破崙發起的革命才掀起人馬反奴役的革命事件；而日本地区，人马是武士贵族阶层。

## 出版书籍
| 冊數 | 德間書店       | 德間書店               | 東立出版社    | 東立出版社             |
| 冊數 | 發售日期       | ISBN                   | 發售日期      | ISBN                   |
| ---- | -------------- | ---------------------- | ------------- | ---------------------- |
| 1    | 2011年12月15日 | ISBN 978-4-19-950274-3 | 2013年7月16日 | ISBN 978-986-332-339-6 |
| 2    | 2012年3月1日   | ISBN 978-4-19-950287-3 | 2013年7月16日 | ISBN 978-986-332-339-6 |
| 3    | 2012年10月1日  | ISBN 978-4-19-950305-4 | 2015年1月10日 | ISBN 978-986-332-341-9 |
| 4    | 2013年3月1日   | ISBN 978-4-19-950325-2 | 2015年2月11日 | ISBN 978-986-332-342-6 |
| 5    | 2013年7月1日   | ISBN 978-4-19-950345-0 |               |                        |
| 6    | 2013年12月1日  | ISBN 978-4-19-950363-4 |               |                        |
| 7    | 2014年4月1日   | ISBN 978-4-19-950389-4 |               |                        |
| 8    | 2014年8月1日   | ISBN 978-4-19-950404-4 |               |                        |
| 9    | 2014年12月13日 | ISBN 978-4-19-950424-2 |               |                        |
| 10   | 2015年5月13日  | ISBN 978-4-19-950452-5 |               |                        |
| 11   | 2015年10月13日 | ISBN 978-4-19-950475-4 |               |                        |
| 12   | 2016年3月12日  | ISBN 978-4-19-950499-0 |               |                        |
| 13   | 2016年7月13日  | ISBN 978-4-19-950519-5 |               |                        |
| 14   | 2016年12月13日 | ISBN 978-4-19-950541-6 |               |                        |
| 15   | 2017年7月13日  | ISBN 978-4-19-950577-5 |               |                        |
| 16   | 2017年12月13日 | ISBN 978-4-19-950602-4 |               |                        |
| 17   | 2018年9月13日  | ISBN 978-4-19-950647-5 |               |                        |
| 18   | 2019年3月13日  | ISBN 978-4-19-950672-7 |               |                        |
| 19   | 2019年11月13日 | ISBN 978-4-19-950692-5 |               |                        |
| 20   | 2020年7月13日  | ISBN 978-4-19-950710-6 |               |                        |
| 21   | 2021年3月13日  | ISBN 978-4-19-950732-8 |               |                        |
| 22   | 2022年4月13日  | ISBN 978-4-19-950776-2 |               |                        |
| 23   | 2023年6月13日  | ISBN 978-4-19-950817-2 |               |                        |

## 电视动画
2016年12月宣布制作電視動畫，於2017年7月8日東京都會電視台、日本BS放送播出。

### 主题曲
主题曲
作詞、作曲：志倉千代丸，演唱：
片尾曲
作詞、作曲、編曲：白戶佑輔，演唱：亚咲花

### 各話列表
| 話數 | 日文標題 | 中文標題                                              | 劇本     | 分鏡     | 演出              | 作畫監督                                                 | 總作畫监督        | 改編自原作             |
| ---- | -------- | ----------------------------------------------------- | -------- | -------- | ----------------- | -------------------------------------------------------- | ----------------- | ---------------------- |
| #01  |          | 不管怎麼說大家都喜歡親吻                              | 待田堂子 | 紺野直幸 | 筑紫大介          | 澀谷秀、福地和浩 追崎史敏、寒川步 近岡直                 | 涩谷秀 小美户幸代 | 第1話                  |
| #01  |          | 馬拉松是人生的縮影，你知道嗎？                        | 待田堂子 | 紺野直幸 | 筑紫大介          | 澀谷秀、福地和浩 追崎史敏、寒川步 近岡直                 | 涩谷秀 小美户幸代 | EX01 第2話             |
| #02  |          | 美麗原來是一把雙刃劍。                                | 待田堂子 | 大森英敏 | 中田誠            | 容洪                                                     | 涩谷秀 西尾智惠   | 第3話                  |
| #02  |          | 在水裡生活的水人，和在陸地 上生活的山人沒什麼區別嘛。 | 待田堂子 | 大森英敏 | 中田誠            | 容洪                                                     | 涩谷秀 西尾智惠   | 第7話 部份第48話       |
| #03  |          | 小孩子的活力是哪來的？                                | 森田繁   | 山崎雄太 | 今泉祐樹          | 中嶋忠二、佐藤 小美戶幸代                                | 涩谷秀 小美户幸代 | 第5話                  |
| #03  |          | 無論哪個時代或年代， 魔法少女都很紅。                 | 森田繁   | 山崎雄太 | 今泉祐樹          | 中嶋忠二、佐藤 小美戶幸代                                | 涩谷秀 小美户幸代 | 第37話 第12話          |
| #04  |          | 收到情书后不知道怎么办才好？ 这是为什么呢？           | 待田堂子 | 吉田徹   | 铃元夏美          | 鸟山冬美、福地和浩 Lee junghun Kim jungwoo Kim myeongsim | 涩谷秀 西尾智惠   | 第0話                  |
| #04  |          | 信UFO、UMA这类东西的人， 跟不信这些的人完全是两类人。 | 待田堂子 | 吉田徹   | 铃元夏美          | 鸟山冬美、福地和浩 Lee junghun Kim jungwoo Kim myeongsim | 涩谷秀 西尾智惠   | 第11話 部分第14話      |
| #05  |          | 南极人的传言似乎是不胫而走的。                        | 森田繁   | 吉田徹   | 飯田薫久          | ハンミンギ、森悦人 杉山東夜美、萩原省智                  | 涩谷秀 西尾智惠   | 第15話                 |
| #05  |          | 不过、说到底， 南极人的历史与起源都是个谜。           | 森田繁   | 吉田徹   | 飯田薫久          | ハンミンギ、森悦人 杉山東夜美、萩原省智                  | 涩谷秀 西尾智惠   | 第16話 第20話          |
| #06  |          | 祖先跟历史都有据可考 这算是幸福？还是不幸？           | 待田堂子 | 追崎史敏 | 村田光            |                                                          | 涩谷秀 西尾智惠   | 部分第4話 第6話 第47話 |
| #06  |          | 把真正喜欢的事情作为工作， 这样真的算幸福吗？         | 待田堂子 | 追崎史敏 | 村田光            | 第41話                                                   | 涩谷秀 西尾智惠   |                        |
| #07  |          | 第一次的經驗有恐怖與興趣共存... 帶點押韻              | 森田繁   | 山崎雄太 | 村田尚树          | 河西睦月、北原章雄                                       | 涩谷秀            | 第17話                 |
| #07  |          | 小時候看鬼片的恐怖度會增加140%呢                      | 森田繁   | 山崎雄太 | 村田尚树          | 河西睦月、北原章雄                                       | 涩谷秀            | 第19話                 |
| #08  |          | 认真比试时， 或许强韧的精神是取得胜利的关键吧。       | 待田堂子 | 大森英敏 | 中田诚            | 乌山冬美、福田和浩                                       | 涩谷秀            | 第28话                 |
| #08  |          | 所信之物的不确定性… 我就这么荒谬地说说。              | 待田堂子 | 大森英敏 | 中田诚            | 乌山冬美、福田和浩                                       | 涩谷秀            | 第35话                 |
| #09  |          | 社会中被称为伟人的人有何苦恼。                        | 森田繁   | 葛谷直行 |                   | 小林利充                                                 | 涩谷秀 西尾智惠   | 第33話                 |
| #09  |          | 社会中被称为伟人的人是何人生。                        | 森田繁   | 葛谷直行 | 第49話            | 小林利充                                                 | 涩谷秀 西尾智惠   |                        |
| #10  |          | 如果约会时选择去现代美术展… 第一种情况                | 待田堂子 | 吉田徹   | 间岛崇宽          | 北原章雄 Kim Sungbum                                     | 涩谷秀            | 第45話                 |
| #10  |          | 如果约会时选择去现代美术展… 第二种情况                | 待田堂子 | 吉田徹   | 间岛崇宽          | 北原章雄 Kim Sungbum                                     | 涩谷秀            | 第46話                 |
| #11  |          | 有多少个人…… 就有多少个花的名字， 这肯定是假的！      | 森田繁   | 大森英敏 | 藤代何也 高田昌丰 | 西尾智惠                                                 | 涩谷秀            | 第51話 第22話 第55話   |
| #11  |          | 有多少个人就有多少种美， 这广义上来说肯定是真的？     | 森田繁   | 大森英敏 | 藤代何也 高田昌丰 | 西尾智惠                                                 | 涩谷秀            | 第57話 第63話          |
| #12  |          | 试着用RPG的感觉 去制作幻想游戏了。                    | 待田堂子 | 紺野直幸 | 中田诚            | 小林利充、鸟山冬美 北原章雄、佐藤史晓                    | 涩谷秀            | 第50話                 |
| #12  |          | 激斗！掰手腕 全是女（女主角）的比赛谁将获胜           | 待田堂子 | 紺野直幸 | 中田诚            | 小林利充、鸟山冬美 北原章雄、佐藤史晓                    | 涩谷秀            | 第68话                 |

### 藍光版
| 卷數 | 發售日期       | 收錄話數       | 規格編號 |
| ---- | -------------- | -------------- | -------- |
| 1    | 2017年9月29日  | 第1話、第2話   | SMIB-13  |
| 2    | 2017年10月27日 | 第3話、第4話   | SMIB-14  |
| 3    | 2017年11月24日 | 第5話、第6話   | SMIB-15  |
| 4    | 2017年12月22日 | 第7話、第8話   | SMIB-16  |
| 5    | 2018年1月26日  | 第9話、第10話  | SMIB-17  |
| 6    | 2018年2月23日  | 第11話、第12話 | SMIB-18  |